# توبياس يوهانسون
توبياس يوهانسون (بالسويدية: Tobias Johansson)‏ (27 يناير 1982 السويد السويد - ) هو لاعب كرة قدم سويدي يلعب كلاعب وسط.